# Picardiella tarsalis
Picardiella tarsalis là một loài tò vò trong họ Ichneumonidae.